# Kloster Chutschap

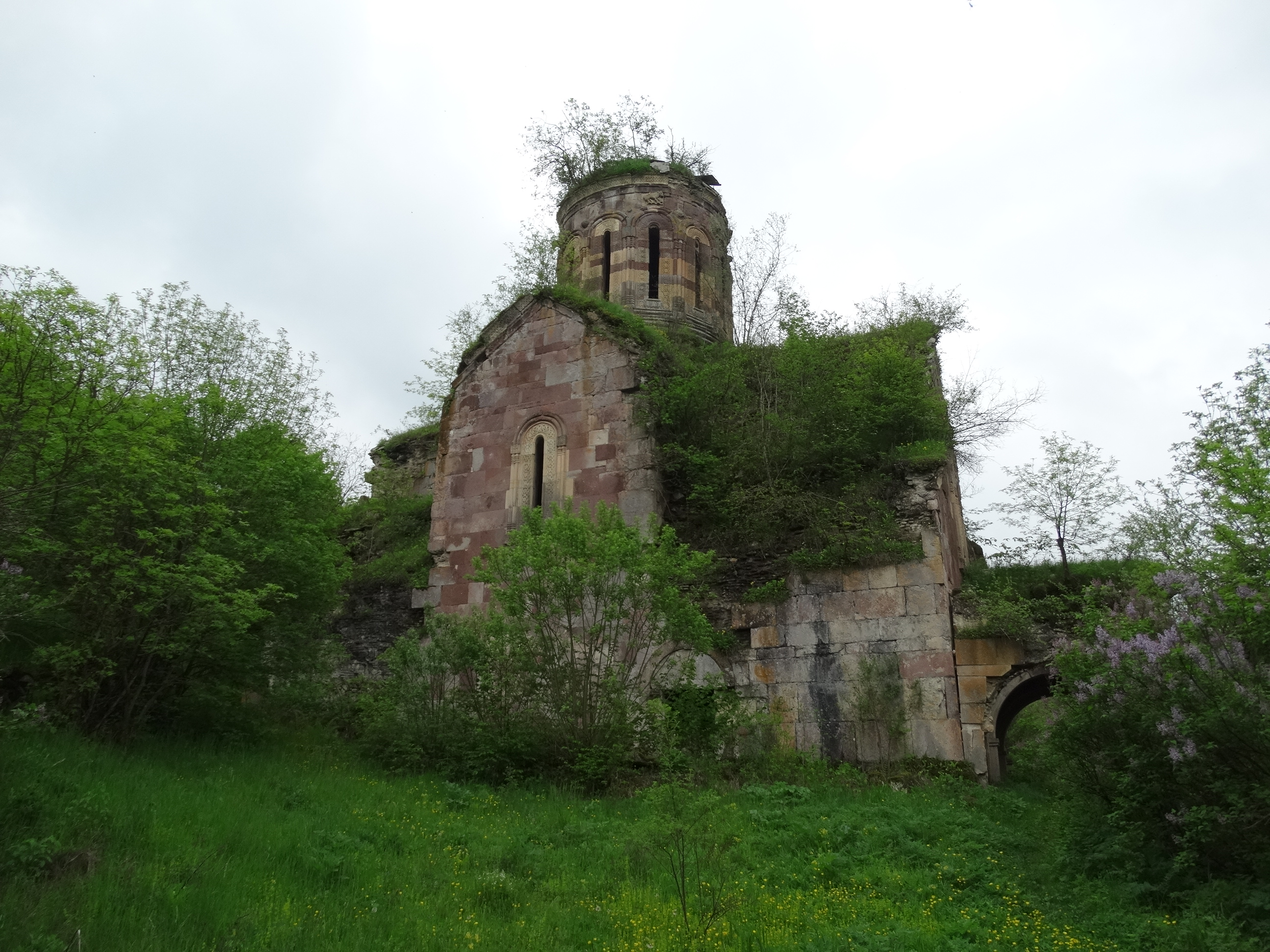
Kloster Chutschap

Das Kloster Chutschap oder Khuchap (armenisch Խուճապ Chutschap, georgisch ხუჯაბი Chudschabi) ist ein ehemaliges Kloster der Armenischen Apostolischen Kirche in der Provinz Lori im Norden von Armenien, unmittelbar an der Grenze zu Georgien. Gegründet wurde es im 13. Jahrhundert. Auf dem Gelände stehen aber Bauten, die viel älter als das Kloster sind. Sie werden auf das 9. und 10. Jahrhundert datiert. Heute ist das Kloster eine überwucherte Ruine.

## Lage
Der Klosterkomplex liegt auf einem bewaldeten Hang des Berges auf einem bewaldeten Hang des Berges Lalvar in der Nähe des Dorfes Privolnoje an der Grenze zu Georgien. Früher gab es ein Dorf in der Nähe des Klosters, das ebenfalls Chutschap hieß.

## Geschichte
Chutschap wurde als katholisches Kloster gegründet. Der Ausbau der Anlage begann unter der Herrschaft der Zakariden, einer Fürstendynastie, die als Vasallen georgischer Könige zwischen 1201 und 1260 von ihrer Hauptstadt Ani regierten. Sie wandelten das Kloster im 13. Jahrhundert in ein orientalisch-orthodoxes um.

## Baubeschreibung

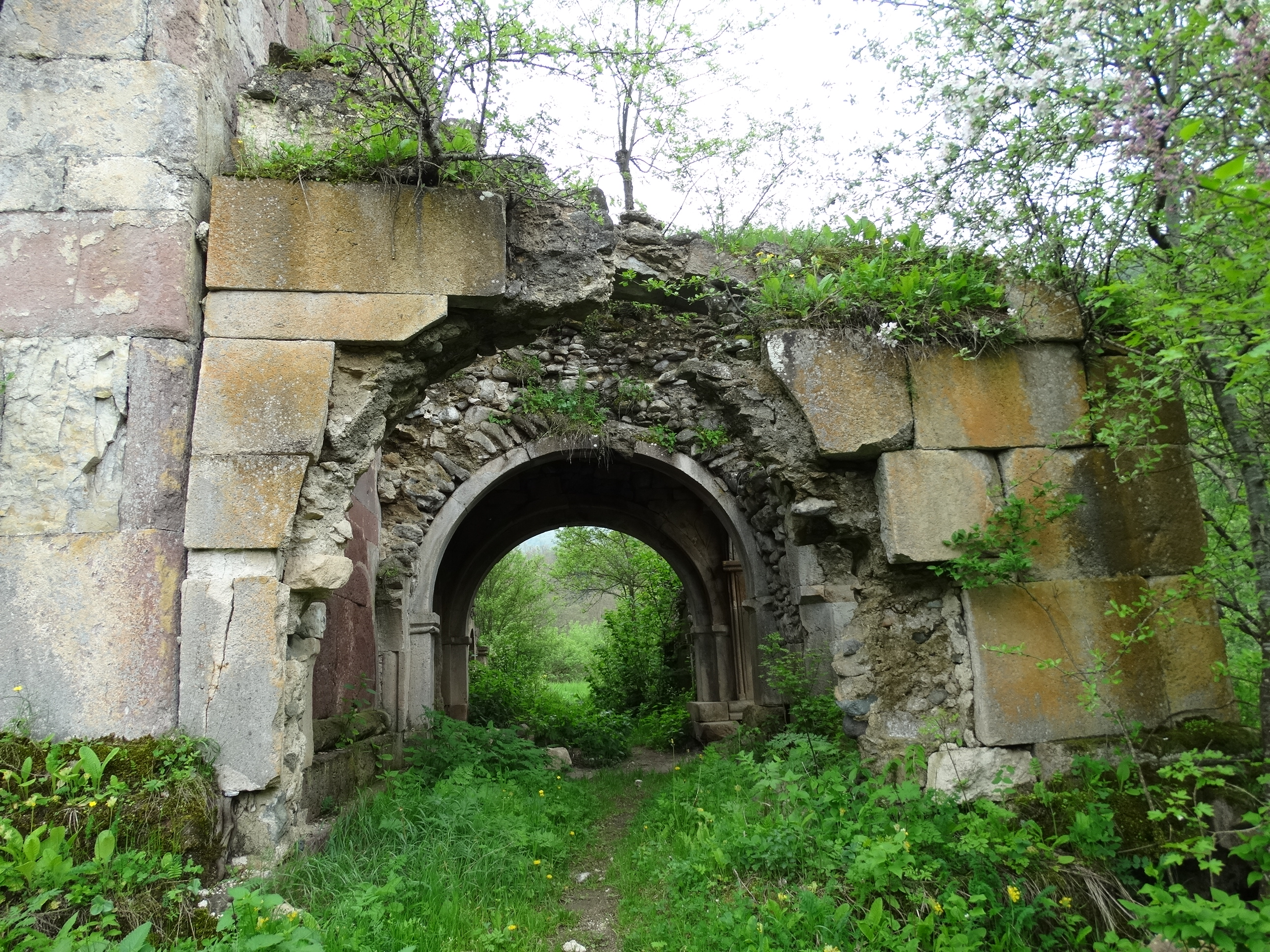
Der massive Gawit

Die Hauptkirche des Klosters wurde im 13. Jahrhundert im südlichen Bereich des Klosterareals errichtet. Sie hat etwa die Höhe eines fünfstöckigen Gebäudes. Das Bauwerk ist eine rechteckige Kreuzkuppelkirche die aus Felsit gebaut wurde. Die Außenwand des Altars sowie die Südwand sind mit fein ausgearbeiteten Kreuzen verziert. Schmale und hohe Fenster in den Außenmauern und an jeder Seite des Tambour lassen Licht in das Innere des Gebäudes. Ihre Rahmungen sind an der Außenseite mit zierlichen geometrischen Mustern Pflanzenornamenten versehen. In den reich dekorierten Innenraum gelang man über drei Portale, von denen das südliche und westliche jeweils von einem Paar Halbsäulen flankiert werden. Das nördliche Portal ist sehr schmal und mit einem Spitzbogen versehen. Auf beiden Seiten des Altars gibt es zweistöckige Kapellen. Über die Tür rechts des Altars gelangt man zu einer Wendeltreppe, die auf das Dach des Gebäudes führt. Die achteckigen Säulen wurden jeweils aus einem Stein gehauen. Fragmente antiker Fresken blieben an der Südwand erhalten. Der zentrale Kirchenraum ist von einer (heute teilweise zerstörten und überwucherten) zwölfeckigen Kuppel mit einem Tambour bekrönt. Westlich ist der Kirche ein massiver Gawit vorgebaut. Dieser ist in Längsrichtung geteilt und nach oben mit zwei Gewölben abgeschlossen. Die zweite Kirche auf dem Gelände ist eine etwa 25 Meter nördlich der Hauptkirche stehende einschiffige Basilika. Sie ist älter als die Hauptkirche und wurde zu deren Bauzeit im 13. Jahrhundert renoviert. Nördlich der Kirche stehen die Überreste einer weitgehend verfallenen Kapelle sowie die Ruinen von Wohn- und Wirtschaftsgebäuden, von denen einige außerhalb des Klosterareals stehen.